# Peter H. Buck
Sir Peter Henry Buck (maor. Te Rangi Hīroa; ur. 15 grudnia 1880 w Urenui, zm. 1 grudnia 1951 w Honolulu) – nowozelandzki polityk i antropolog, jeden z najważniejszych badaczy ludów Polinezji.

## Życiorys
Był synem Irlandczyka Williama Henry’ego Neala i Maoryski Ngarongo-ki-tua z plemienia Ngati-Mutunga. Swoje maoryskie imię Te Rangi Hīroa odziedziczył – zgodnie z plemiennym obyczajem – po wuju. W 1899 roku ukończył maoryskie kolegium Te Aute, następnie w 1910 medycynę na Uniwersytecie Otago. W latach 1905–1908 jako inspektor do spraw zdrowia działał na rzecz polepszenia warunków sanitarnych i mieszkaniowych rdzennych mieszkańców Nowej Zelandii. Działacz Young Māori Party, w latach 1909–1914 piastował mandat deputowanego do nowozelandzkiego parlamentu. Podczas I wojny światowej służył jako lekarz wojskowy Batalionu Maoryskiego w Egipcie, na półwyspie Gallipoli, we Francji i w Belgii. Po powrocie do kraju pełnił w latach 1919–1927 funkcję dyrektora departamentu ds. higieny Maorysów w nowozelandzkim departamencie zdrowia.
W latach 20. porzucił karierę lekarską i politykę, zwracając swoje zainteresowania ku antropologii. Poświęcił się badaniom etnologicznym nad ludami zamieszkującymi wyspy Polinezji. W 1927 otrzymał posadę w Muzeum im. Bernice Bishop w Honolulu, a w 1936 został jego dyrektorem. Funkcję tę pełnił aż do śmierci. Jako profesor wizytujący wykładał na Uniwersytecie Yale. W 1946 roku otrzymał tytuł szlachecki. Odznaczony został Orderem Wybitnej Służby (1916) i Orderem św. Michała i św. Jerzego w randze Rycerza Komandora (1946). Zmarł w Honolulu, po śmierci jego prochy sprowadzono do ojczyzny i pochowano w Okoki w regionie Taranaki.
Do najważniejszych prac Bucka należą Vikings of the Sunrise (1938; wydanie polskie Wikingowie Pacyfiku 1983), Anthropology and Religion (1939) oraz The Coming of the Maori (1947).